# Aleksandr Nevskij (russisk fregat)
|  | For andre betydninger, se Aleksandr Nevskij (flertydig) |
Aleksandr Nevskij ( russisk: Александр Невский) var en stor skruefregat (sv) i Den kejserlige russiske flåde. Skibet blev søsat i 1863 som del af det russiske imperiums oprustning mod Royal Navy. Skibet forliste i 1868 ved Harboøre Tange med Storhertug Aleksej (en), søn af tsar Aleksandr II, ombord. Ud af den tilstedeværende besætning druknede fem menige, mens resten af besætningen, inkl. Storhertug Aleksej, blev reddet i land af lokale.

## Historie
Aleksandr Nevskij var en skruefregat på 5.100 tons (Builder's Old Measurement (en)) med 51 glatborede kanoner, hvilket betød at det var et stort fartøj for sin klasse. Skibets kanoner var alle 60-pund glatboringer, både lang- og mellemklasse kanoner.
Fartøjet var en del af den kejserlige russiske flådes oprustning i samarbejde med USA i rivaliseringen mod Storbritanniens Royal Navy. Skibet blev designet af Ivan Dmitriev baseret på fregatten General Admiral, et amerikansk skib bestilt af den kejserlige russiske flåde før den amerikanske borgerkrig . Det blev opkaldt efter den russiske nationalhelt, storfyrst Aleksandr Nevskij (1230–1263), hvilket gjorde det til det syvende krigsskib, der på det tidspunkt havde båret hans navn.
Efter søsættelsen blev skibet en del af kontreadmiral Stepan Lesovskijs Atlanterhavseskadre. I 1863 sejlede Lesovskij Atlanterhavseskadren med Aleksandr Nevskij som flagskib til New York. Skibets kaptajn var på det tidspunkt kaptajn Mikhail Jakovlevitj Federovskij.

Flådens amerikanske design blev med begejstring bemærket af amerikanske tilskuere. For eksempel blev det bemærket i Harper's Weekly at:
De to største i eskadren, fregatten Aleksandr Nevskij og Peresvet, er åbenbart skibe af moderne konstruktion, og meget ved dem leder det uøvede øje til at tro, at de blev bygget i dette land. . . Flagskibets kanoner er af amerikansk fabrikat og støbt i Pittsburgh. 
Aleksandr Nevskij og de andre fartøjer i Atlanterhavseskadren, på trods af borgerkrigstilstandende i USA, opholdt sig i amerikanske farvande i syv måneder. De kastede endda anker i Washington, DC, idet skibene var sejlet op ad Potomacfloden. På et tidspunkt under opholdet fik Aleksandr Nevskij motorproblemer under en mindre tur og måtte vende tilbage for at repareres i New York.

## Forlis
Den 25. september 1868 var Aleksander Nevskij, med Storhertug Aleksej Aleksandrovitj om bord, på vej hjem fra et besøg i Piræus i anledning af den græske kong Georges bryllup med Olga Konstantinovna af Rusland.
Fartøjet førte på det tidspunkt sejl, og både admiralen (som havde været ansvarlig for storhertug Aleksejs flådeuddannelse) og skibets kaptajn fejlberegnede, på grund af forkerte driftsoplysninger registreret i logbogen, skibets position. Aleksandr Nevskij løb på en sandrevle ud for den jyske vestkyst, og skibets master og nogle af kanonerne måtte smides i havet på grund af akut fare for kæntring.
Som reaktion på skibets nødsignal (affyring af en kanon), strømmede lokale fiskere ud på det efterhånden roligere hav og reddede hele skibets besætning, bortset fra fem besætningsmedlemmer, der druknede, mens de på en redningsbåd forsøgte at hente hjælp. 
Krigsskibet sank til slut og satte sig til hvile på cirka 20 m dybde, kun 100 m fra kysten midt mellem Harboøre og Thyborøn.  Kaptajnen og admiralen om bord blev siden dømt for pligtforsømmelse ved en krigsret, men zaren greb ind og benådede dem på grund af deres lange tjeneste for flåden. 
Storhertug Aleksej hævdede ofte, at han næsten druknede, da skibet gik ned, og nød resten af sit liv at fortælle historien. 

## Eftermæle
Forliset blev genstand for stor lokal og international medieomtale og er i dag hovedemne i en større udstilling på Kystcentret i Thyborøn.
Tre af de druknede besætningsmedlemmer blev begravet på den lokale kirkegård, mens resterne af de to andre blev returneret til Rusland. På de tre begravedes (officer Odintsov og besætningsmedlemmer Shilov og Polyakov) gravsten står teksten: "De vovede deres liv for at frelse andre Medmennesker. Fred over dem i vor Herres Navn. " 
Den russiske forfatter Pjotr Vjazemskij (en), der havde været ombord på Aleksandr Nevskij i 1865 i Nice, dedikerede et digt til skibet. Kunstneren Aleksej Bogoljubov (en) skabte to malerier af skibets skæbne, det ene skildrer vraget i løbet af natten og det andet i dagslys. 
Et af skibets ankre er udstillet uden for Harboøre Kirke, et andet i Thyborøn.
- Aleksandr Nevskijs anker i Harboøre
- Aleksandr Nevskijs anker i Thyborøn
- De 3 besætningsmedlemmers gravsted ved Harboøre Kirke
- Vraget af Aleksander Nevskij af kunstneren Aleksej Bogoljubov, 1868
- Andet maleri af Bogoljubov, 1868